# Мондин-де-Башту (район)
Мондин-де-Башту (порт. Mondim de Basto) — район (фрегезия) в Португалии, входит в округ Вила-Реал. Является составной частью муниципалитета Мондин-де-Башту. По старому административному делению входил в провинцию Траз-уж-Монтиш и Алту-Дору. Входит в экономико-статистический субрегион Тамега, который входит в Северный регион. Население составляет 3473 человека на 2001 год. Занимает площадь 23,39 км².